# Руслан и Людмила (фильм, 1914)
«Руслан и Людмила» — немой художественный фильм Владислава Старевича, снятый в 1914 году по мотивам одноимённой поэмы Александра Пушкина. На экраны вышел 19 января 1915 года. Фильм не сохранился.

## В ролях
| Актёр              | Роль           |
| ------------------ | -------------- |
| Иван Мозжухин      | Руслан         |
| Софья Гославская   | Людмила        |
| Арсений Бибиков    | князь Владимир |
| Тамара Гедеванова  | Наина          |
| Андрей Громов      | Ратмир         |
| Николай Померанцев | Рагдай         |
| Эдвард Пухальский  | Фарлаф         |
| Андрей Степанович  | Черномор       |

## Критика
Великолепная картинка: натурные съемки, двойная экспозиция, наплывы и прочее
— «Из протоколов репертуарной комиссии», 1926-1927, стр. 210